# رموس و رمولوس (فیلم)
رموس و رمولوس (به ایتالیایی: Romolo e Remo) که در ایالات متحده با نام دوئل تایتان‌ها شناخته می‌شود. یک فیلم ایتالیایی/فرانسوی محصول سال ۱۹۶۱ به کارگردانی سرجو کوربوچی با بازی استیو ریوز، گوردون اسکات و ویرنا لیزی است. این فیلم در مورد شورش برادران دوقلوی رومولوس و رموس علیه استبداد در ایتالیای پیش از روم است که مردم خود را به سمت تأسیس شهری جدید به نام رم هدایت می‌کنند. این فیلم بر اساس افسانه رموس و رمولوس است.

## انتشار فیلم
این فیلم در ۶ دسامبر ۱۹۶۱ با مدت زمان ۱۰۸ دقیقه در ایتالیا منتشر شد. در ژوئن ۱۹۶۳ در ایالات متحده در مدت زمان ۸۹ دقیقه منتشر شد.

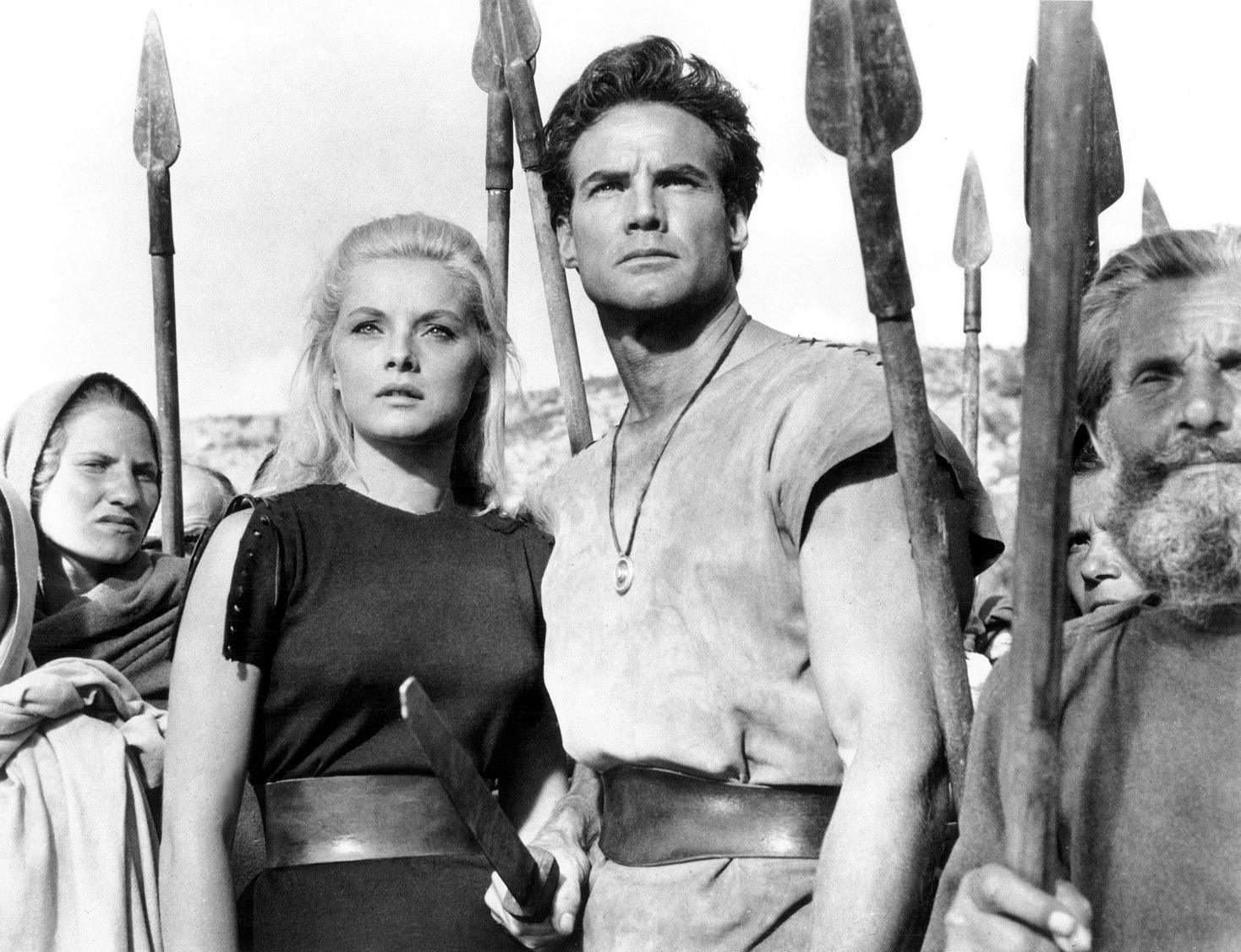
ویرنا لیزی و استیو ریوز در صحنه‌ای از فیلم